# Anonyma - Uma Mulher em Berlim
Anonyma - Uma Mulher em Berlim (em alemão:  Anonyma - Eine Frau in Berlin) é um filme teuto-polonês de 2008, roteirizado e dirigido por Max Färberböck, baseado no livro anônimo Uma Mulher em Berlim.

## Sinopse
Nos últimos dias da Segunda Guerra Mundial na Europa, o filme narra a história de uma mulher diante da invasão do Exército Vermelho em Berlim. A convivência forçada com os ocupantes, as dificuldades do dia a dia, a violência sexual a que ela e outras alemãs passaram a ser vítimas, e seu envolvimento com oficial soviético em busca de proteção. 

## Elenco
- Nina Hoss...... Anônima
- Yevgeni Sidikhin......Major Andrei
- Irm Hermann......Witwe
- Rüdiger Vogler.......Eckhart
- Rolf Kanies......Friedrich Hoch
- Ulrike Krumbiegel......Ilse Hoch
- Jördis Triebel......Bärbel
- Roman Gribkov......Anatol
- Juliane Köhler......Elke
- Aleksandra Kulikova......Masha
- Anne Kanis......refugiada
- August Diehl......Gerd
- Sebastian Urzendowsky......jovem soldado